# Filippo Lombardi
Filippo Lombardi (Bellinzona, 29 mei 1956) is een Zwitsers journalist en politicus voor de Christendemocratische Volkspartij uit het kanton Ticino. Hij zetelde van 1999 tot 2019 in de Kantonsraad en was van 2012 tot 2013 voorzitter van deze assemblee.

## Biografie

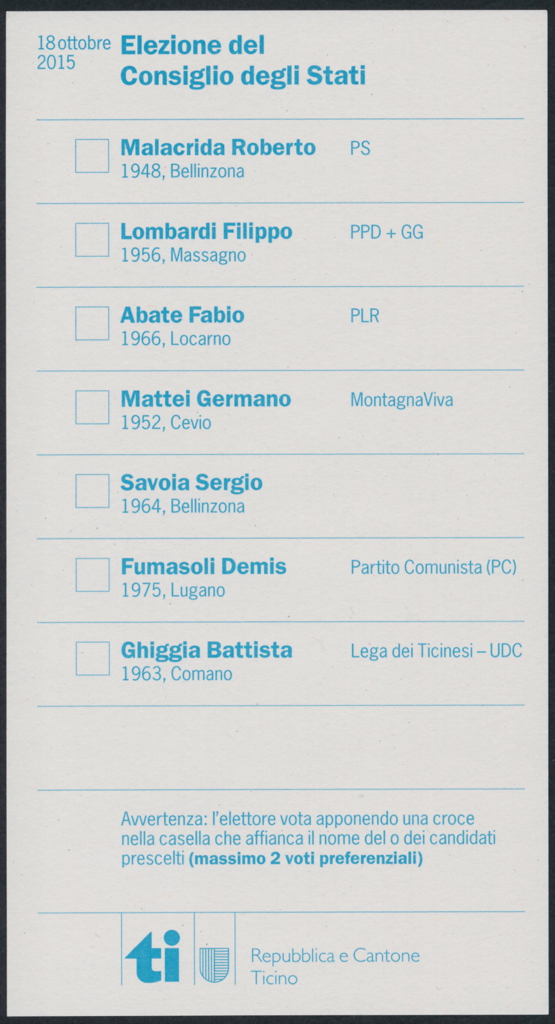
De naam van Lombardi op een stembiljet voor de verkiezing van de Kantonsraad in het kanton Ticino tijdens de parlementsverkiezingen van 2015.

### Opleiding
Lombardi studeerde rechten en economische politiek aan de Universiteit van Fribourg, waar hij van 1979 tot 1991 assistent was in het kerkelijk recht.

### Journalistieke carrière
Tussen 1987 en 1996 was hij werkzaam in Lugano als hoofdredacteur van de Ticinese krant Giornale del Popolo. In 1996 was hij oprichter van TeleTicino, een commerciële televisiezender in zijn kanton. Van 1996 tot 1999 was hij ook voorzitter van de raad van bestuur van TeleTicino, om er nadien directeur te worden. Van 2001 tot 2012 was Lombardi voorzitter van Telesuisse, de overkoepelende organisatie van alle Zwitserse commerciële televisiezenders.

### Politicus
Van 1977 tot 1980 was Filippo Lombardi vicevoorzitter van de kantonnale jongerenafdeling van de Christendemocratische Volkspartij (CVP/UDC). Vervolgens was hij van 1981 tot 1987 werkzaam in Brussel als secretaris-generaal van de jongerenafdeling van de Europese Volkspartij. Tussen 1995 en 1998 was hij lid van het bestuur van de Centrumdemocratische Internationale.
Van 1984 tot 1987 was hij gemeenteraadslid van Minusio. Bij de parlementsverkiezingen van 1999 geraakte hij verkozen als een van de twee senatoren van het kanton Ticino in de Kantonsraad. Hij zou tussen 6 december 1999 en 1 december 2019 twintig jaar lang in deze vergadering zetelen, tot hij bij de parlementsverkiezingen van 2019 verrassend niet herkozen geraakte. Hij verloor in de tweede ronde op 17 november 2019 zijn zetel aan de zittende voorzitster van de Nationale Raad Marina Carobbio Guscetti (SP/PS) met een verschil van slechts 45 stemmen.
Van 26 november 2012 tot 25 november 2013 was hij voorzitter van de Kantonsraad. Daarmee was hij de eerste Ticinese Kantonsraadsvoorzitter in 25 jaar.

### Overige
In het Zwitserse leger heeft Lombardi de rang van kapitein.